# متز سلز
متز سلز (انگلیسی: Matz Sels؛ زادهٔ ۲۶ فوریهٔ ۱۹۹۲) بازیکن فوتبال اهل بلژیک است.
از باشگاه‌هایی که در آن بازی کرده‌است می‌توان به باشگاه فوتبال لیرسه و باشگاه فوتبال خنت اشاره کرد.
وی همچنین در تیم‌های ملی فوتبال زیر ۱۷ سال بلژیک و زیر ۲۱ سال بلژیک بازی کرده‌است.